# Fünf Lieder für eine Mittelstimme mit Klavierbegleitung
Fünf Lieder für eine Mittelstimme mit Klavierbegleitung is een verzameling liederen van Hjalmar Borgstrøm. Hij zette pianomuziek onder een vijftal gedichten van Murad Efendi en Josef Huggenberger. De liederen verschenen zowel in het Noors als in het Duits.
De vijf liederen zijn:
1. Auf’s Herz legst du mir mild die Hand (Efendi)
2. Im Traum erschien mir die Madonna (Efendi)
3. Wir können uns nicht einen (Efendi)
4. O wende hold dein Aug’s zu mir (Huggenberger)
5. Der Sturmwind braust (Huggenberger)

Het opusnummer wijst op een bundel uit omstreeks 1901, doch een eerstbekende druk dateert van 1908 (drie liederen).